# تي موبايل
تي موبايل (بالإنجليزية: T-Mobile)‏، هي شركة خدمات الإتصال والإنترنت في ألمانيا، أسست عام 1990. تم اختيار مجموعة شركاتها t-mobile لتكون الشركات الوحيدة المسؤولة عن نظم الاتصالات وامدادات الإنترنت للرئاسة الأمريكية. تم تأسيس مجموعة شركات t-mobile سابقا في مدينة بون الألمانية، وتنشر خدمات الإنترنت في كل من ألمانيا والولايات المتحدة وبولندا، وهولندا، والنمسا وغير ذلك.